# 木戸柊摩
木戸 柊摩（きど しゅうま、2003年1月2日 - ）は、北海道出身のプロサッカー選手。Jリーグ・北海道コンサドーレ札幌所属。ポジションはミッドフィールダー。

## 来歴
北海道コンサドーレ札幌のアカデミー出身で、U-18チーム在籍中の2020年には2種登録選手としてトップチームに登録されている。しかし正式昇格には至らず、高校卒業後は大阪体育大学に進学した。2023年3月22日、2025年シーズンからの北海道コンサドーレ札幌加入内定が発表された。その後、特別指定選手としてチームに登録され、4月5日のルヴァンカップ・横浜F・マリノス戦で公式戦デビューを飾った。

## 所属クラブ
- CASCAVEL SAPPORO U-12（札幌市立平岡小学校）
- 北海道コンサドーレ札幌U-15
- 北海道コンサドーレ札幌U-18
  - 2020年  北海道コンサドーレ札幌（2種登録選手）
- 2021年 - 2024年 大阪体育大学
  - 2023年 - 2024年  北海道コンサドーレ札幌（特別指定選手）
- 2025年 -  北海道コンサドーレ札幌

## 個人成績
| 国内大会個人成績 | 国内大会個人成績 | 国内大会個人成績 | 国内大会個人成績 | 国内大会個人成績 | 国内大会個人成績 | 国内大会個人成績 | 国内大会個人成績 | 国内大会個人成績 | 国内大会個人成績 | 国内大会個人成績 | 国内大会個人成績 |
| 年度             | クラブ           | 背番号           | リーグ           | リーグ戦         | リーグ戦         | リーグ杯         | リーグ杯         | オープン杯       | オープン杯       | 期間通算         | 期間通算         |
| 年度             | クラブ           | 背番号           | リーグ           | 出場             | 得点             | 出場             | 得点             | 出場             | 得点             | 出場             | 得点             |
| 日本             | 日本             | 日本             | 日本             | リーグ戦         | リーグ戦         | リーグ杯         | リーグ杯         | 天皇杯           | 天皇杯           | 期間通算         | 期間通算         |
| ---------------- | ---------------- | ---------------- | ---------------- | ---------------- | ---------------- | ---------------- | ---------------- | ---------------- | ---------------- | ---------------- | ---------------- |
| 2023             | 札幌             | J1               | 31               | 0                | 0                | 3                | 0                | -                | -                | 3                | 0                |
| 2024             | 札幌             | J1               | 31               | 0                | 0                | 3                | 0                | -                | -                | 3                | 0                |
| 2025             | 札幌             | J2               | 31               |                  |                  |                  |                  |                  |                  |                  |                  |
| 通算             | 日本             | 日本             | J1               | 0                | 0                | 6                | 0                | 0                | 0                | 6                | 0                |
| 総通算           | 総通算           | 総通算           | 総通算           | 0                | 0                | 6                | 0                | 0                | 0                | 6                | 0                |

- 2020年は2種登録選手（背番号38、出場なし）、2023、2024年は特別指定選手

出場歴
- Jリーグ初出場 - 2025年2月16日 J2第1節 大分トリニータ戦 (クラサスドーム大分)

## 代表歴
- U-16日本代表候補 (2018年) [4] [5]
- U-19日本代表候補 (2022年) [6]